# 英國陸軍預備役部隊
本地陸軍（英語：Territorial Army），缩写TA，或譯地方自衛隊，是英國陸軍下轄的一支地面預備部隊，同時也是英國軍事組織中最大的預備力量，現編制有30000-35000官兵。本地陸軍不是全職軍人，其成員需在平民職業外每年參與最低19-27天的軍事訓練。該組織最高軍銜是主管預備役和少年團的Greg Smith少將。

## 外部連結
- Territorial and Reserves
- Army Reservist Support Service
- The All Party Parliamentary Reserve Forces Group - see their most recent report on the TA